# Шарль Лотарингский, принц де Коммерси
Шарль Франсуа Лотарингский, принц де Коммерси (фр. Charles François de Lorraine, prince de Commercy; 11 июля 1661 — 15 августа 1702) — фельдмаршал Священной Римской империи (12  мая 1696), военный соратник принца Евгения Савойского. Представитель рода Гизов, младшей ветви Лотарингского дома.

## Биография
Родился 11 июля 1661 года в Бар-ле-Дюк, герцогство Лотарингия. Старший сын Франсуа Мари де Лоррена (1624—1694), принца де Лиллебонна, и Анны Лотарингской (1639—1720), дочери герцога Лотарингии Карла IV. Его бабушкой по отцовской линии была Екатерина Генриетта де Бурбон, внебрачная дочь короля Франции Генриха IV Бурбона.
Принц де Коммерси никогда не был женат и не имел детей. Он умер во время Войны за испанское наследство в битве при Луццаре.

## Военная карьера
Первоначально Шарль де Лоррен, принц де Коммерси, служил во французской армии, где его отец был командующим кавалерии.
В мае 1684 года он перешел на службу в армию Священной Римской империи. Принц де Коммерси вступил добровольцем в имперскую армию во время войны с Османской империей. Вначале войны он был консультантом Карла V, герцога Лотарингского, в его переговорах с Фридрихом VII, маркграфом Баден-Дурлахским. В 1685 году он принял участие в осаде Нове-Замки, но был ранен. В том же году он был одним из командующих во второй битве при Буде (1686), где также получил ранение.
11 октября 1685 года Шарль де Лоррен, принц де Коммерси, был произведен в старшие сержанты. 23 ноября 1685 года германский император Леопольд I Габсбург в качестве награды за отличие за время военных действий включил его в состав личной кирасирской гвардии. 11 октября 1686 произведен в генерал-фельдвахмистры (генерал-майоры). В 1688 году Шарль де Лоррен был одним из командиров во время осады Белграда. После успешного взятия города был произведен в фельдмаршал-лейтенанты. В те годы принц де Коммерси стал одним из самых доверенных лейтенантов Евгения Савойского.
После начала Девятилетней войны Шарль де Лоррен участвовал в военных действиях в Рейнской области в качестве одного из генералов имперской армии. В 1690 году он защищал город Майнц от французской армии. 12 февраля 1692 он был произведен в генералы кавалерии. В том же году он принял участие в осаде Амбрена, в ходе которой город был разрушен.
12 мая 1696 года Шарль де Лоррен, принц де Коммерси, получил чин фельдмаршала имперской армии.
Принял участие в Войне за испанское наследство в Италии. Участвовал в битве при Карпи (9 июля 1701) и битве при Кьяри (1 сентября 1701). 1 февраля 1702 года он был одним из командующих в битве при Кремоне.
Шарль де Лоррен, принц де Коммерси, скончался 15 августа 1702 года во время битве при Луццаре в Кремоне. Он был похоронен в Нанси, столице Лотарингии.